# Binanga (Barumun Tengah)
Binanga is een bestuurslaag in het regentschap Padang Lawas van de provincie Noord-Sumatra, Indonesië. Binanga telt 1879 inwoners (volkstelling 2010).